# Rasswiet (moduł ISS)

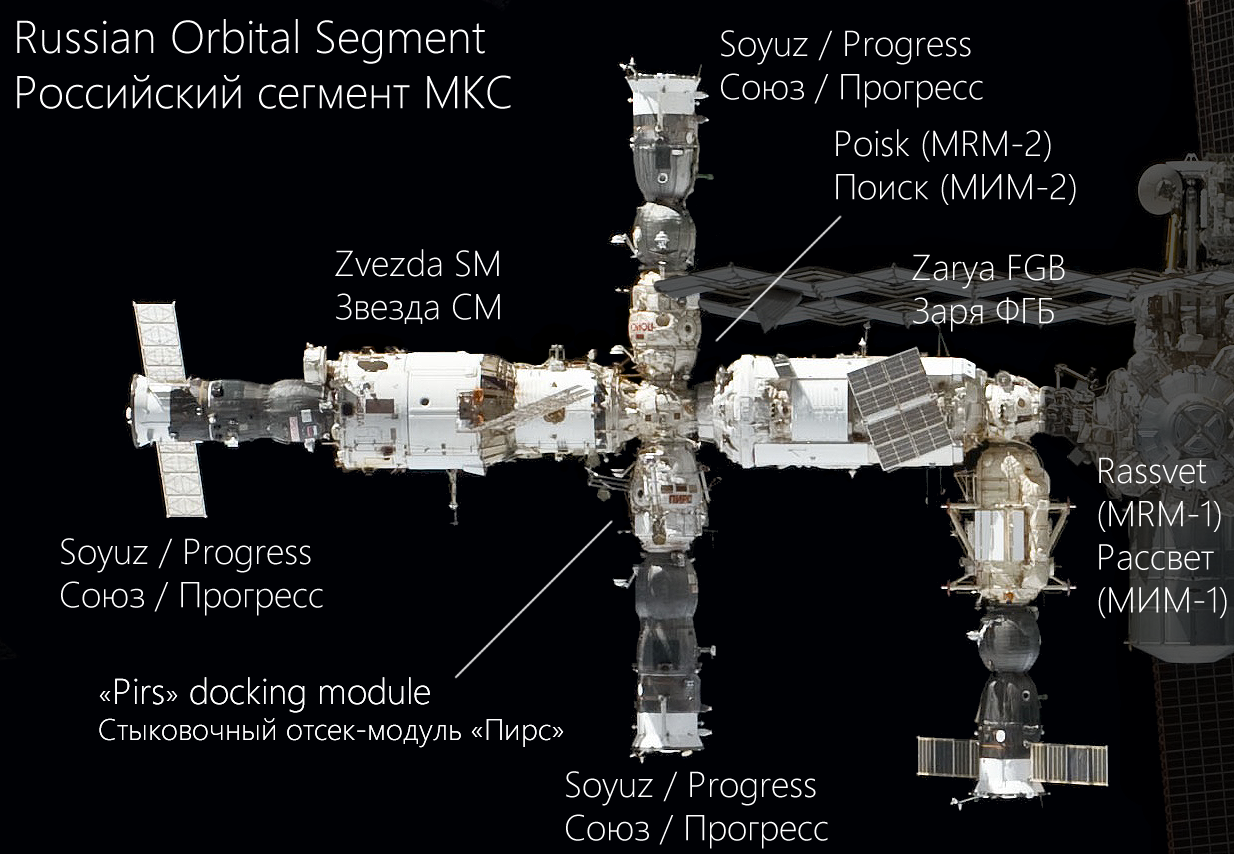
Położenie modułu Rasswiet (MRM 1) w rosyjskiej części stacji ISS

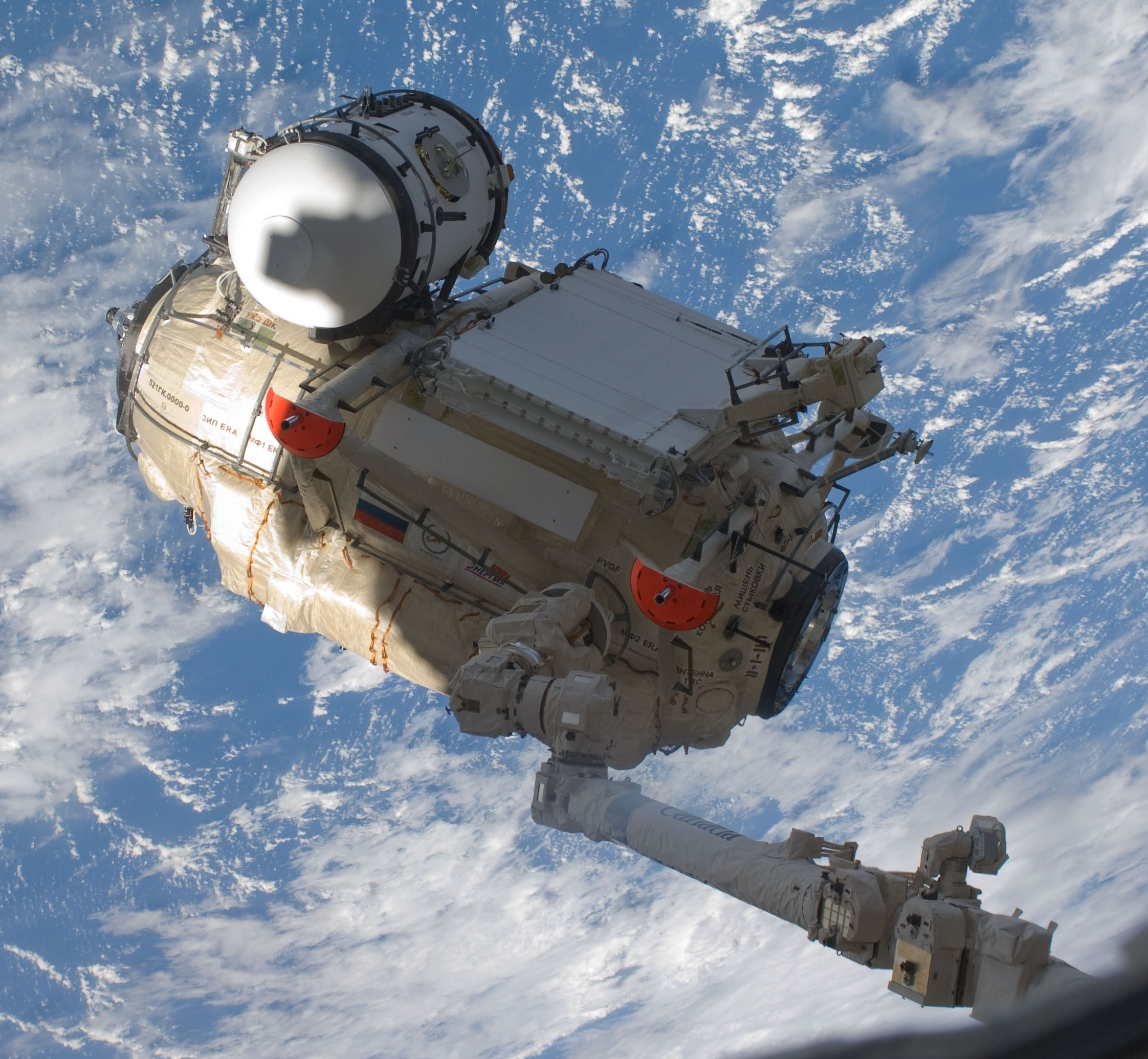
Manipulator Canadarm 2, przemieszczanie modułu Rasswiet podczas misji STS-132 w 2010 r.

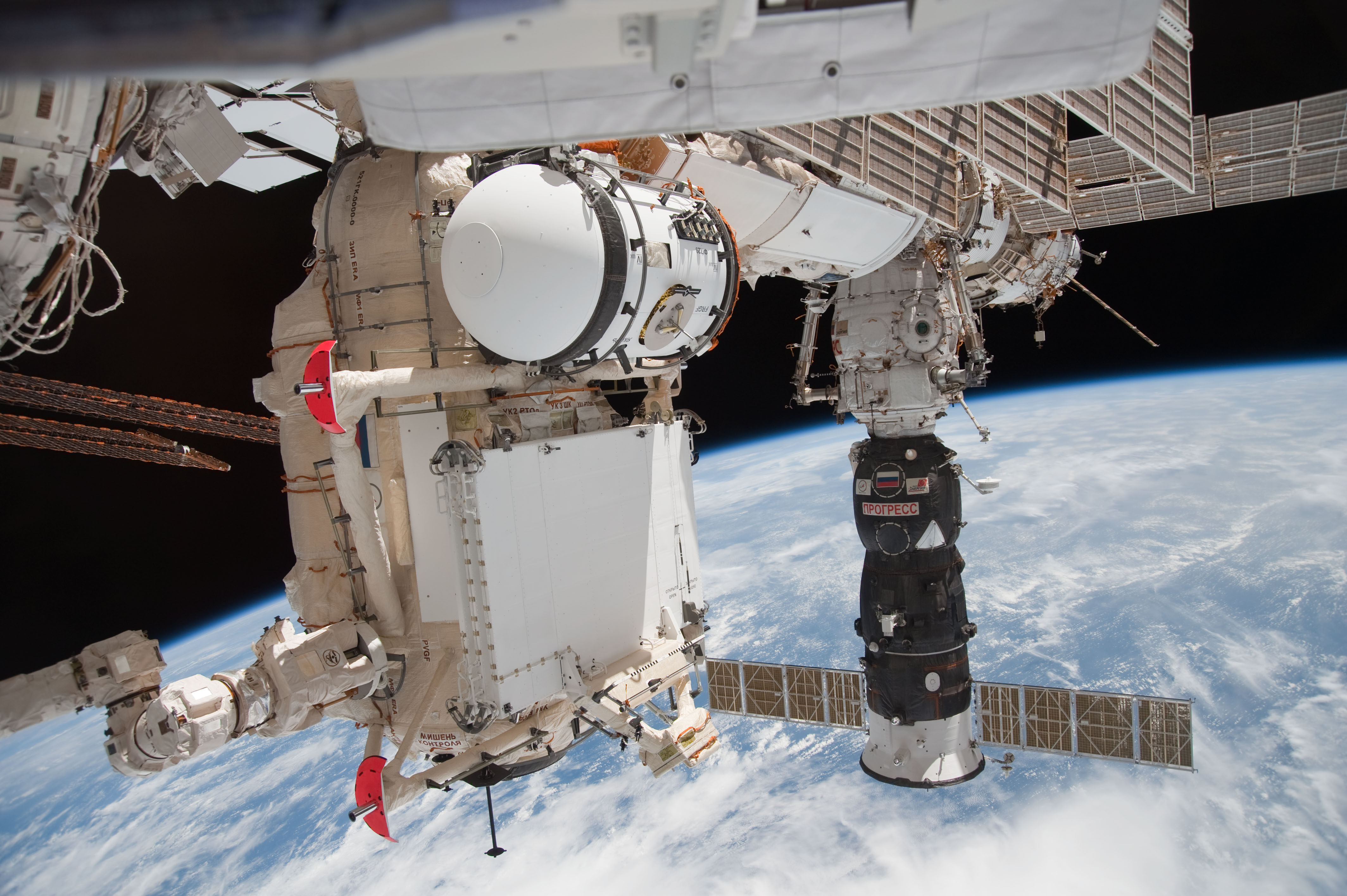
MRM 1 Rasswiet po zainstalowaniu, widziany z modułu Cupola

Mały Moduł Badawczy nr 1 „Rasswiet” (także MRM 1 lub Rasswiet, pol. dosł. Świt) (ros. Малый исследовательский модуль «Рассвет» lub МИМ-1/MIM-1, ang. Mini-Research Module 1) – rosyjski moduł Międzynarodowej Stacji Kosmicznej (MSK, ang. ISS). Wykorzystywany przede wszystkim do przechowywania ładunków oraz jako moduł dokujący do stacji. Został dostarczony na MSK w misji STS-132 promu kosmicznego Atlantis w maju 2010 r.
Rasswiet, przystosowany do wyniesienia za pomocą amerykańskiego wahadłowca na podstawie umów barterowych, został ukończony w 2009 roku i dostarczony na Florydę 17 grudnia celem ostatnich testów i przygotowania do lotu. Wypakowany zapasami moduł został wyniesiony wraz z pozostałym ładunkiem i załogą misji z kompleksu startowego nr 39 Centrum Kennedy’ego 14 maja 2010 r. Zgodnie z planem, w piątym dniu misji (18 maja 2010) Rasswiet został przez załogę STS-132 połączony ze stacją, wyprowadzony z ładowni promu kosmicznego przy pomocy ramienia promu Atlantis, a następnie zadokowany do dolnego (nadirowego, skierowanego ku Ziemi) węzła modułu Zaria za pomocą manipulatora Canadarm2. Właz łączący nowy moduł ze stacją został po raz pierwszy otwarty 20 maja. Specjalnie zabezpieczeni kosmonauci weszli do Rasswiet, aby usunąć zauważone opiłki metalu.

## Budowa
Moduł pod względem budowy jest łudząco podobny do modułu cumowniczego dla wahadłowców pracującego od 1995 do 2001 na stacji  Mir. Jego wczesny projekt, pod nazwą SGM (Stykowoczno-Gruzowoj Modul)/DCM (Docking and Cargo Module) był gotowy w 2006 roku. Rasswiet został wyposażony w dwa węzły cumownicze (dokujące): jednym dołączony jest do Zarii, drugi (oznaczany jako SO-3/DC-3) służy do dokowania pojazdów Sojuz i Progress, co było utrudnione po dołączeniu do stacji modułu Tranquility. Zastosowane węzły (typu SSWP G4000) umożliwiają przetoczenie paliwa z przyłączonego Progressa do modułu Zwiezda. Ponadto moduł ma niewielką śluzę powietrzną i chłodnicę dla planowanego rosyjskiego Wielozadaniowego Modułu Laboratoryjnego Nauka oraz przedłużenie manipulatora European Robotic Arm, który miał być wystrzelony w 2015 roku.
Rasswiet został zbudowany w dwa lata przez firmę „Energia” im. S.P. Korolowa z wykorzystaniem hermetycznego przedziału urządzeń z niezrealizowanego elementu rosyjskiej części ISS – modułu naukowo-energetycznego NEP.
Mały Moduł Badawczy nr 1 ma zawierać pięć wielozadaniowych stanowisk roboczych do prowadzenia badań w części hermetycznej, w tym cztery wyposażone w pomocne oprzyrządowanie naukowe: komorę rękawicową, wielozadaniowe biotechnologiczne termostaty: niskotemperaturowy oraz wysokotemperaturowy oraz platformę izolującą wibracje. Piąte stanowisko ma być wyposażone w adaptery umożliwiające podłączenie specjalistycznego sprzętu naukowego (specjalne przesuwne, modularne półki). Przed startem planowano kilka eksperymentów. Wewnątrz ma się znajdować jedno stanowisko robocze do przeprowadzania eksperymentów na powierzchni zewnętrznej modułu.

## Parametry techniczne
Opracowano na podstawie materiału źródłowego.
| Masa modułu                                                 | 5075 kg |
| Całkowita masa startowa                                     | 8015 kg |
| Maksymalna średnica kadłuba                                 | 2,35 m  |
| Wysokość kadłuba pomiędzy płaszczyznami zespołów dokujących | 6 m     |
| Objętość hermetyzowana                                      | 17,4 m³ |
| Objętość użyteczna                                          | 5,85 m³ |

## Statki cumujące

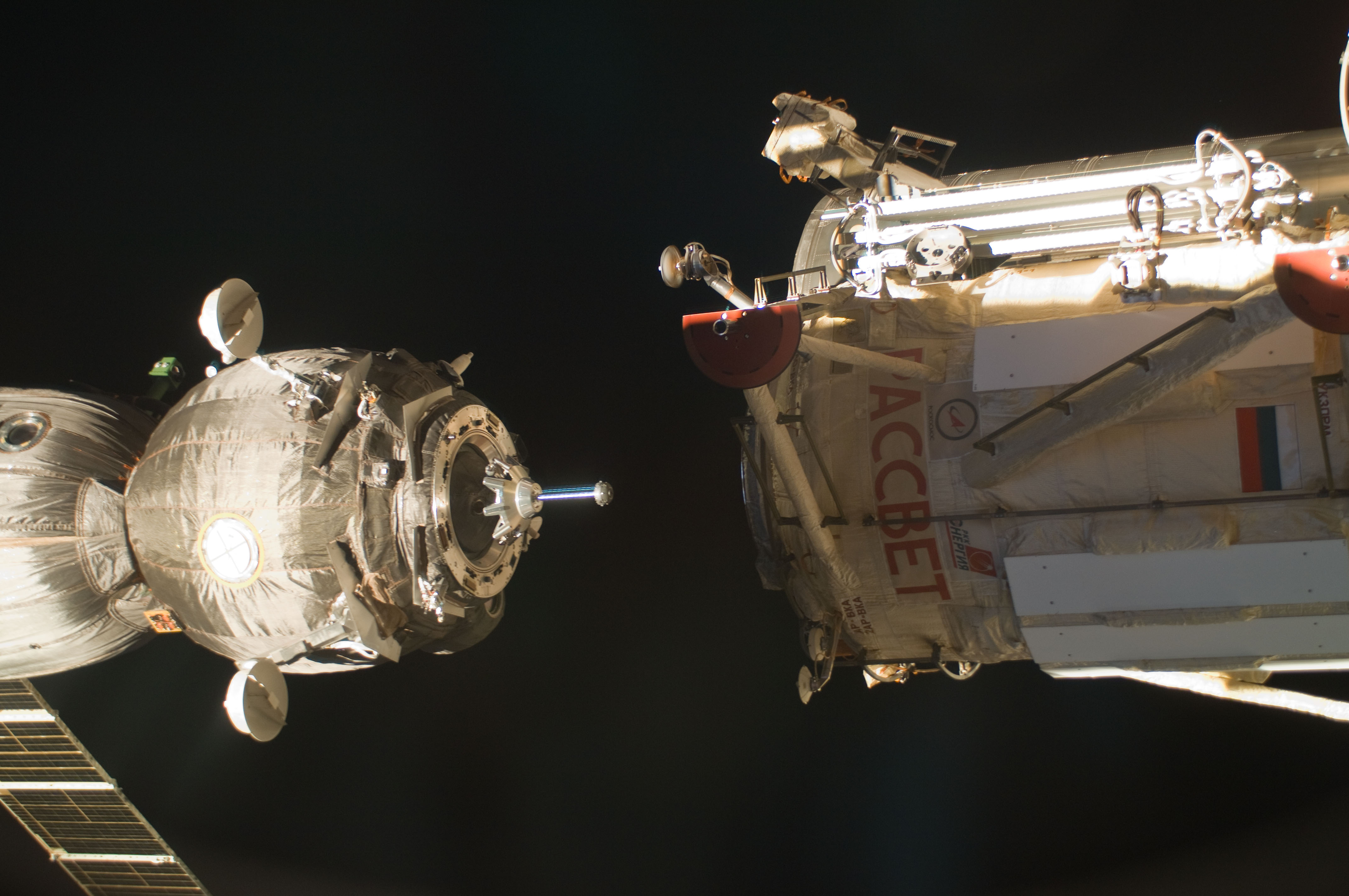
Cumowanie Sojuza TMA-03M do modułu Rasswiet

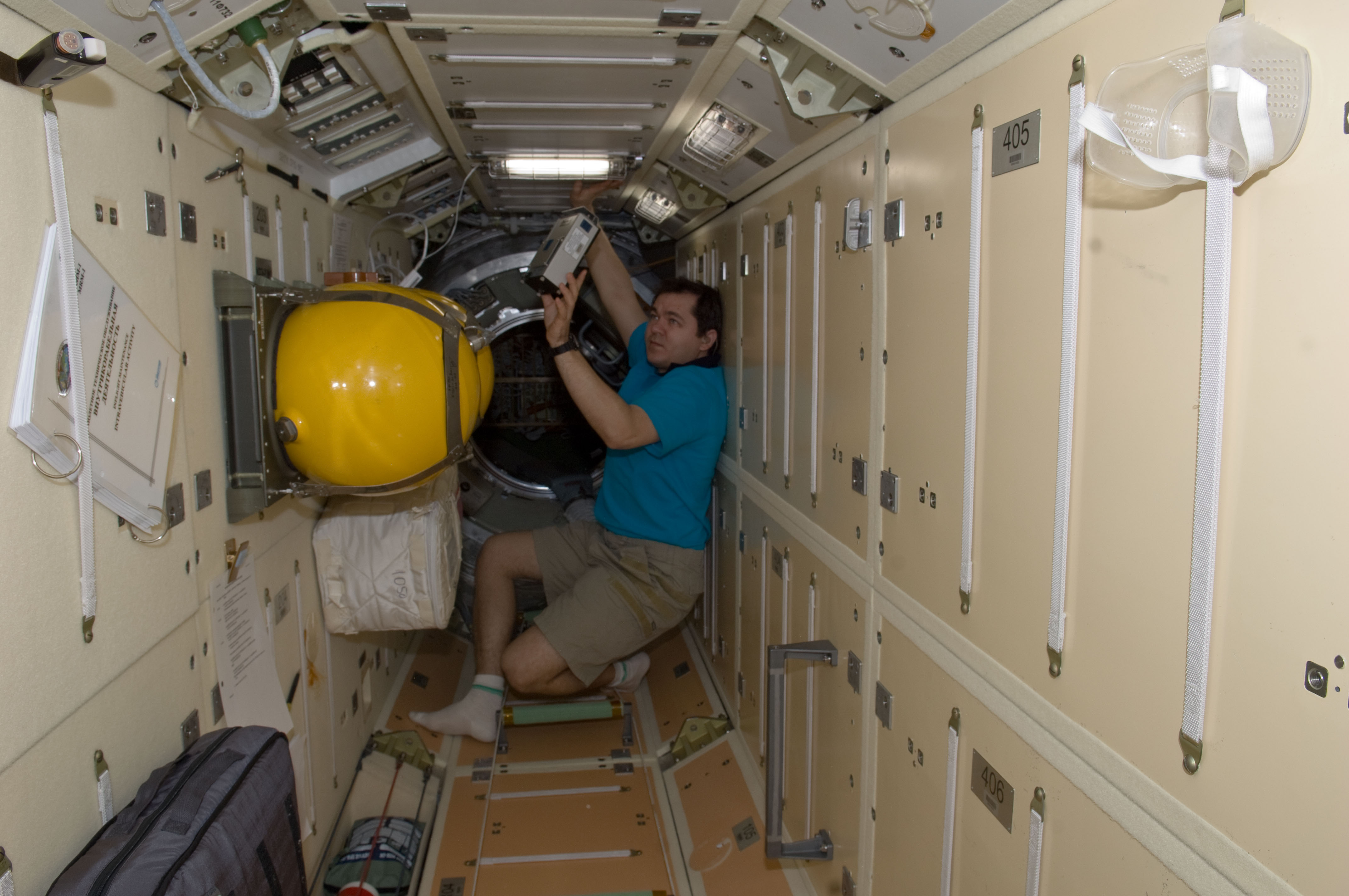
Rasswiet od środka (na zdjęciu rosyjski kosmonauta Oleg Skripoczka)

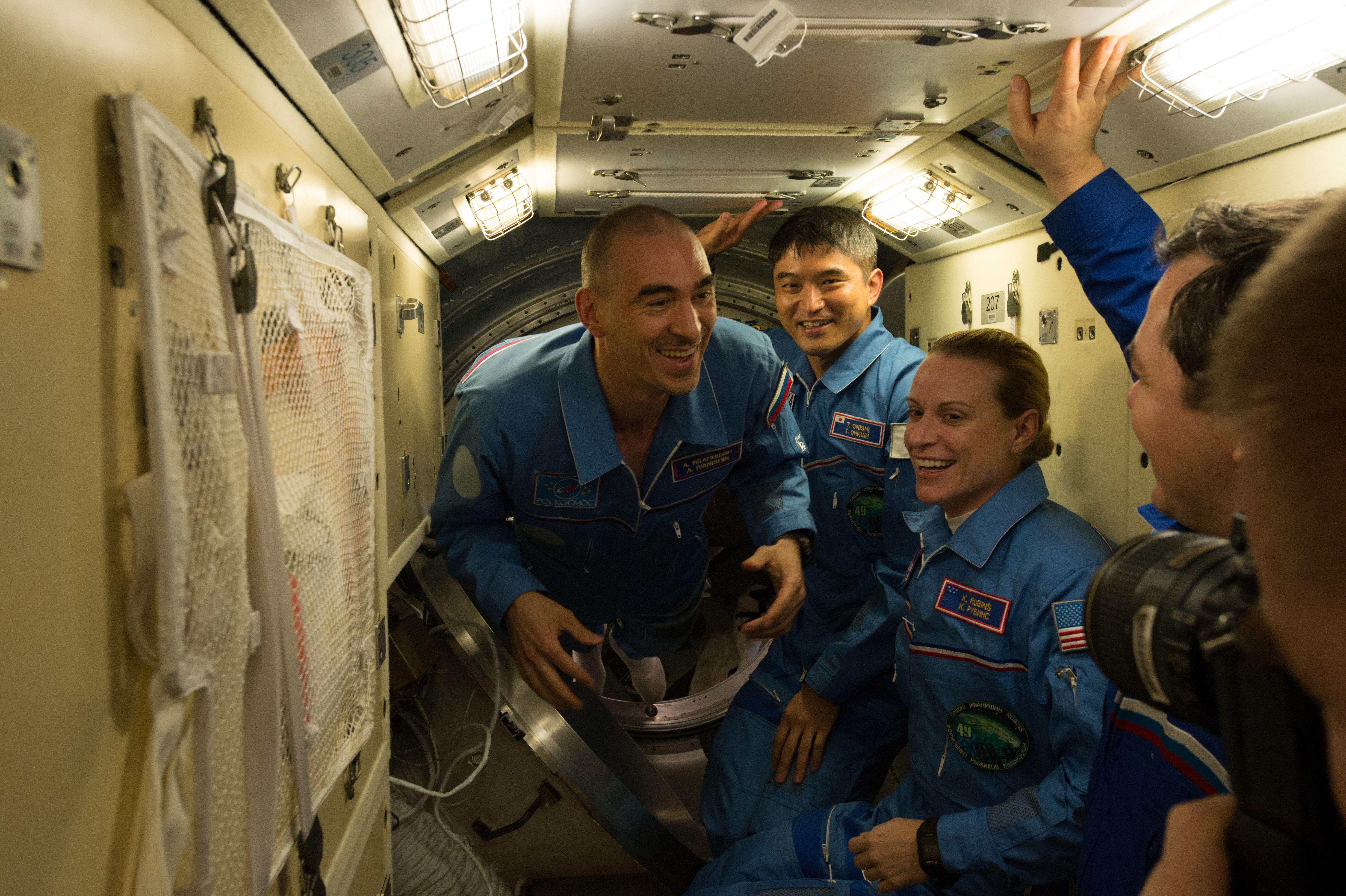
Powitanie załogi Sojuza MS-01 na MSK

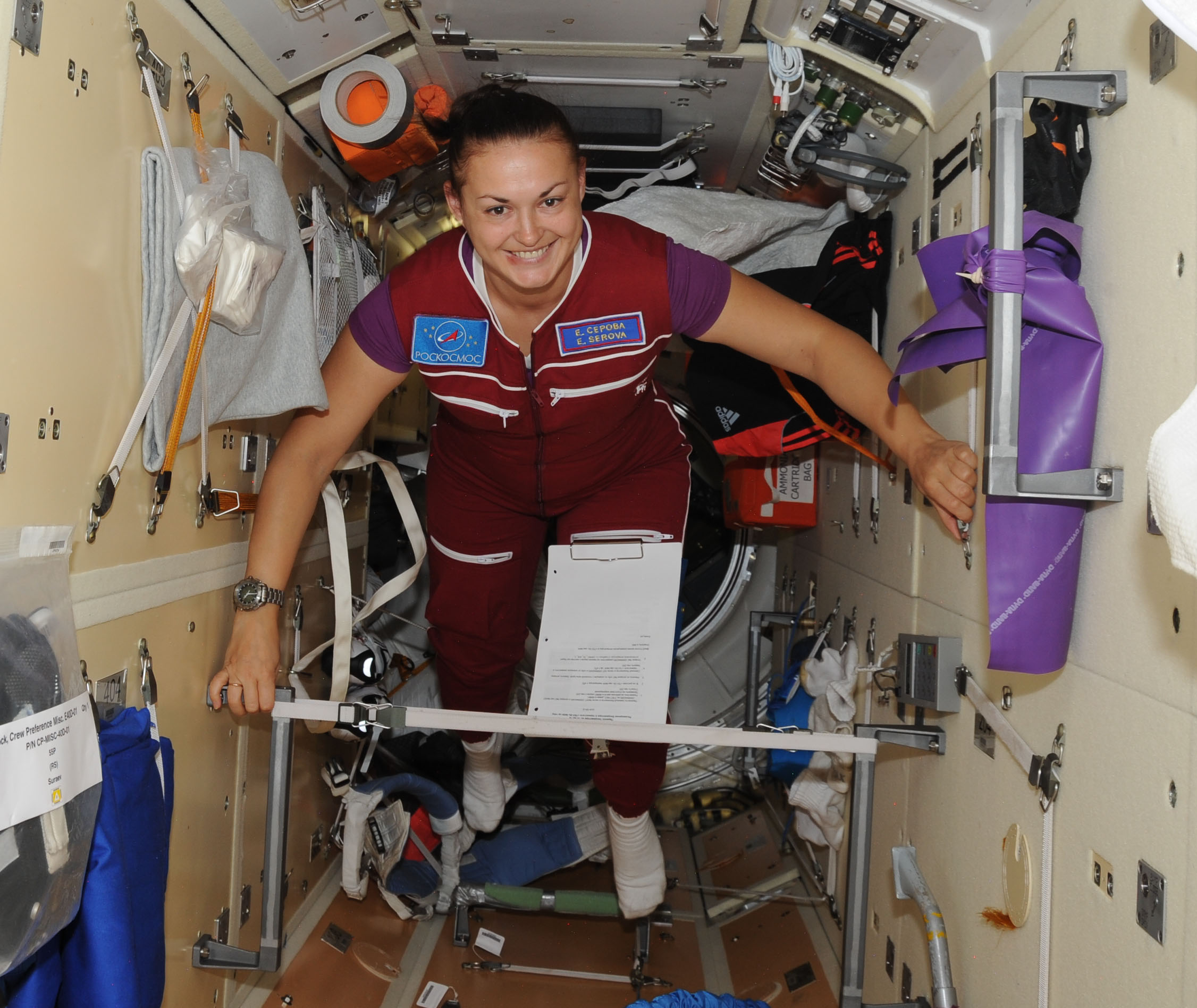
Jelena Sierowa w module Rasswiet

28 czerwca 2010 r. do MRM 1 po raz pierwszy dokowanie przeprowadził statek Sojuz TMA-19 (wykonano przecumowanie z modułu Zwiezda). Od tego czasu moduł był regularnie wykorzystywany przez rosyjskie kapsuły załogowe Sojuz.
| Emblemat misji | Statek        | Przyłączenie                | Odłączenie                     |
|                | Sojuz TMA-19  | 28 czerwca 2010 03:38 UTC   | 26 listopada 2010 01:23 UTC    |
|                | Sojuz TMA-20  | 17 grudnia 2010 20:12 UTC   | 23 maja 2011 21:35 UTC         |
|                | Sojuz TMA-02M | 9 czerwca 2011 21:18 UTC    | 21 listopada 2011 23:00 UTC    |
|                | Sojuz TMA-03M | 23 grudnia 2011 15:19 UTC   | 1 lipca 2012 04:48 UTC         |
|                | Sojuz TMA-05M | 17 lipca 2012 04:51 UTC     | 18 listopada 2012 22:26 UTC    |
|                | Sojuz TMA-07M | 21 grudnia 2012 14:09 UTC   | 13 maja 2013 23:08 UTC         |
|                | Sojuz TMA-09M | 29 maja 2013 02:10 UTC      | 1 listopada 2013               |
|                | Sojuz TMA-11M | 7 listopada 2013 10:27 UTC  | 13 maja 2014 22:36 UTC         |
|                | Sojuz TMA-13M | 29 maja 2014 19:57 UTC      | 10 listopada 2014 00:31 UTC    |
|                | Sojuz TMA-15M | 23 listopada 2014 01:01 UTC | 11 czerwca 2015 10:20 UTC      |
|                | Sojuz TMA-17M | 23 lipca 2015 02:45 UTC     | 11 grudnia 2015 09:49 UTC      |
|                | Sojuz TMA-19M | 15 grudnia 2015 17:33 UTC   | 18 czerwca 2016 5:52 UTC       |
|                | Sojuz MS-01   | 9 lipca 2016 04:12 UTC      | 30 października 2016 03:58 UTC |
|                | Sojuz MS-03   | 19 listopada 2016 21:58 UTC | 2 czerwca 2017 10:47 UTC       |
|                | Sojuz MS-05   | 28 lipca 2017 21:54 UTC     | 14 grudnia 2017 05:14 UTC      |
|                | Sojuz MS-07   | 19 grudnia 2017 8:39 UTC    | 3 czerwca 2018 09:16 UTC       |
|                | Sojuz MS-09   | 8 czerwca 2018 13:01 UTC    | 20 grudnia 2018 01:42 UTC      |
|                | Sojuz MS-12   | 15 marca 2019 01:01 UTC     | 3 października 2019 07:37 UTC  |